# نغوين هاي آن
نغوين هاي آن هو لاعب كرة قدم فيتنامي في مركز الوسط، ولد في 15 يونيو 1988 في فيتنام. لعب مع نادي هانوي.

## وصلات خارجية
- نغوين هاي آن على موقع Soccerway.com (الإنجليزية)